# Fable (серія ігор)
Fable — серія мультиплатформних відеоігор, розроблених англійською компанією-розробником Lionhead Studios. Видавництвом ігор серії займається компанія Microsoft Studios.
Жанр — Action RPG і відкритий світ, тому ігри серії вирізняються свободою вибору між добром та злом і можливістю вільно пересуватися у фентезійному світі — Альбіоні. Перша гра вийшла в жовтні 2004 року для Xbox (роком пізніше була випущена доповнена версія Fable: The Lost Chapters для PC). Всього серія нараховує 3 основні гри і 3 спін-офи. Остання гра — Fable: The Journey вийшла 9 жовтня 2012 року.

## Ігровий світ
Події всіх ігор серії відбуваються у вигаданій країні — Альбіоні. В першій частині він нагадує середньовічну Англію XII-XIV століть з фентезійними елементами. Проте період часу змінюється з кожною наступною грою серії. Так, в Fable II ми бачимо Альбіон в період Просвітництва, від подій минулої гри минуло 500 років. В Fable III минуло ще 50 років від Fable II — в Альбіоні встановлена монархія, триває «Вік промисловості», що дуже нагадує промислову революцію XIX століття.
На початку історії Альбіону це був мирний світ, але до нього вторглися три злі сутності зі світу Безодні: Лицар, Королева і Валет Клинків. Вони насилали на людей різні лиха, вимагаючи аби ті скорилися їм. Врешті народи Альбіону піддалися і прибульці, назвавшись Судом Трьох, почали жорстоке правління.
У якийсь час народився герой Вільям Блейк, який зумів опанувати силою Волі, винайшовши магію. Він увійшов до Безодні, звідки забрав Меч Віків, з допомогою якого переміг Суд Трьох. Лише Валет Клинків зміг врятуватися, заточивши свою душу в масці. Вільям Блейк став правителем Альбіона, архоном, об'єднавши його в єдине королівство. Він придумав численні механізми, що працювали на магії, завдяки яким Альбіон віками процвітав.
Однак, нащадки архона стали використовувати магію для зла. Блейк виявив у себе хворобу, спричинену перебуванням у Безодні, та пішов у добровільне вигнання. Його спадкоємці не змогли дійти згоди між собою. Останній архон збудував вежу, в якій концентрував Волю для підтримання своєї влади. Магічний катаклізм, спричинений зосередженням Волі в єдиному місці, вбив більшість людей і зруйнував королівство. Міжусобиці спричинили війни та голод, внаслідок чого Альбіон занепав. На його землях стали правити розбійники, а численні скарби і знання було втрачено.
Розбійник Ностро зустрів воїна на прізвисько Коса, в якому вбачається Вільям Блейк. Він став наставником Ностро, навчив його магії і той заснував Гільдію Героїв. Ця установа була покликана виховувати героїв, які підтримуватимуть у Альбіоні порядок. Ностро однак знехтував заповідями Коси, перетворивши героїв на найманців. Зрештою його отруїли конкуренти, а Альбіон лишився очікувати героя, що відродить його велич.

## Геймплей

Ігровий процес Fable: The Lost Chapters

У грі ми керуємо головним героєм від третьої особи. Герой може взаємодіяти з об'єктами і іншими персонажами вигаданого світу. У битві він може використовувати зброю ближнього і далекого бою, магічні заклинання.

## Історія
Перша гра в серії, Fable, вийшла 8 жовтня 2004 року для Xbox. 20 вересня 2005 року була випущена доповнена версія Fable: The Lost Chapters для PC.
Fable II вийшла 21 жовтня 2008 року для Xbox 360.
Fable III вийшла 26 жовтня 2010 року для Xbox 360. 20 березня 2011 року була випущена для PC.